# Port Bannatyne
Port Bannatyne (szkocki gaelicki: Port MhicEamailinn) – wieś na szkockiej wyspie Bute, znajdująca się na brzegu Firth of Clyde. Znajduje się około 3 km na północ od centrum administracyjnego wyspy, Rothesay. We wsi znajduje się marina na 105 jachtów oraz pole golfowe.

## Historia
W pobliżu wsi znajduje się XIV-wieczny zamek Kames. To jego właściciele zadecydowali w 1801 roku o budowie niewielkiej przystani w miejscu, gdzie obecnie znajduje się Port Bannatyne. Z początku port i wieś wokół niego nazywały się Kamesburgh. Obecna nazwa została nadana w 1860 roku, by podkreślić związek z rodem Bannatyne, który władał zamkiem Kames dopóki jego linia nie wygasła w XVIII wieku.
W 1879 roku Port Bannatyne został połączony z Rothesay tramwajem konnym. W 1902 roku tramwaj został przedłużony i zelektryfikowany, znany od tej pory jako Rothesay and Ettrick Bay Light Railway.
Podczas II wojny światowej zatoka Kames, nad którą znajduje się wieś, była miejscem ćwiczeń okrętów podwodnych typu X (wraz ze znajdującym się w pobliżu Loch Striven). W Port Bannatyne, w zarekwirowanym przez marynarkę hotelu wodnym HMS Varbel, znajdowała się kwatera główna 12. flotylli podwodnej. To właśnie tam wymyślona została operacja Source.
Obecnie Port Bannatyne stanowi mniej popularny i bardziej zaciszny w stosunku do Rothesay cel wypoczynkowy na wyspie.